# Gran puente de Hrazdan
El Gran puente de Hrazdan (en armenio: Հրազդանի Մեծ կամուրջ), más comúnmente conocido como Puente Kievian (en armenio: Կիևյան կամուրջ), es un puente de arco para el tráfico que cruza el río Hrazdan en Ereván, Armenia. Conecta la calle Kiev del distrito de Arabkir con la calle Leningrado del distrito de Ajapnyak. Fue diseñado por el arquitecto Grigor Aghabababyan y construido entre 1949 y 1956.
El Complejo Karen Demirchyan y el Parque Tumanyan se encuentran alrededor del puente.